# Kromme Rijnstreek

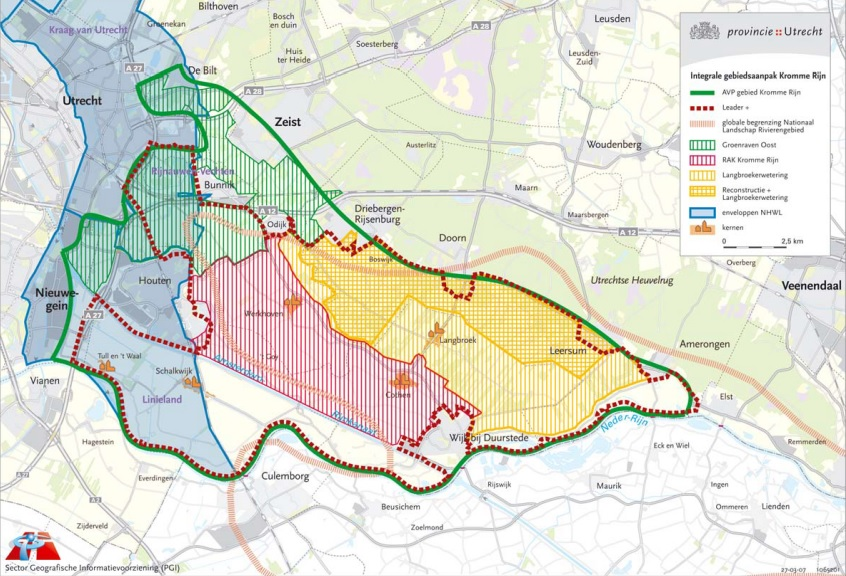
Kaart van het gebied de Kromme Rijnstreek

De Kromme Rijnstreek is een landstreek in het zuiden van de provincie Utrecht die wordt begrensd door de Nederrijn in het zuiden, de Utrechtse Heuvelrug in het oosten, de A28 in het noorden en de stad Utrecht in het westen. Belangrijke kenmerken van het landschap in het gebied zijn de vele watergangen en het agrarisch landgebruik van weidebouw en fruitteelt. Het gebied is rijk aan cultuurhistorische elementen.

## Etymologie
De Kromme Rijnstreek ontleed zijn naam aan de rivier de Kromme Rijn. Het gebied is gelegen in het stroomgebied van die rivier.

## Geografie

### Topografie
De Kromme Rijnstreek is onderdeel van het rivierengebied in Midden-Nederland. Het Hoogheemraadschap De Stichtse Rijnlanden is verantwoordelijk voor het waterbeheer in de streek.
Bij het bepalen van het kerngebied werden plaatsen met meer dan 30.000 inwoners uitgesloten. Derhalve maakt de kern van Houten geen onderdeel uit van de streek. De stad Wijk bij Duurstede ligt echter wel in het gebied omdat het minder inwoners heeft. Ook de kernen van Bunnik en Odijk vallen onder binnen de streekgrenzen. In de streek worden drie gebieden onderscheiden, Groenraven-Oost, Langbroekerwetering en RAK Kromme Rijn.
Overigens moet opgemerkt worden dat volgens het Agenda Vitaal Platteland opgesteld door de provincie Utrecht de grenzen anders liggen dan zoals vastgesteld door de Leader+. In het AVP valt de kern van Houten wel onder de streek. Eveneens vallen in het AVP ook Zeist en de Bilt onder het gebied.
Historici houden de middeleeuwse waterscheidingen aan voor de grenzen van het Kromme Rijngebied; De Vaartsche Rijn in het westen, de Lek in het zuiden, het veenmoeras van Langbroek in oosten en de noordelijke gemeentegrens van Bunnik in het noorden.

### Religie
In de kernen Tull en 't Waal en in de Langbroekerwetering is men overwegend protestants. De overige gebieden in de streek zijn van oorsprong gemengd van aard.
| Gemeente            | Maandelijks Kerkbezoek (%) | Totaal Kerkelijk gezindheid of levenschouwelijke groepering | Katholiek | Hervormd | Gereformeerd | PKN  | Islam | Joods | Hindoe | Boeddhist | Anders |
| ------------------- | -------------------------- | ----------------------------------------------------------- | --------- | -------- | ------------ | ---- | ----- | ----- | ------ | --------- | ------ |
| Bunnik              | 22,3                       | 58,4                                                        | 34,9      | 8,1      | 1,7          | 6,6  | 0,2   | 0,7   | 0      | 0,5       | 5,7    |
| De Bilt             | 19.5                       | 44.1                                                        | 14.3      | 12.7     | 3.7          | 5.2  | 1.8   | 0.0   | 0.1    | 0.8       | 5.5    |
| Houten              | 19.8                       | 52.2                                                        | 21.7      | 7.2      | 4.6          | 8.9  | 4.2   | 0.3   | 0.1    | 0.8       | 4.4    |
| Nieuwegein          | 13.5                       | 51.5                                                        | 24.4      | 8.0      | 2.4          | 4.2  | 4.8   | 0.1   | 1.4    | 0.4       | 5.8    |
| Utrechtse Heuvelrug | 17.1                       | 49.1                                                        | 12.7      | 11.7     | 5.1          | 10.8 | 2.8   | 0.0   | 0.5    | 0.3       | 5.1    |
| Wijk bij Duurstede  | 12.1                       | 48.5                                                        | 25.4      | 6.7      | 4.0          | 6.9  | 2.3   | 0.0   | 0.2    | 0.4       | 2.7    |
| Zeist               | 14.8                       | 45.3                                                        | 13.4      | 8.1      | 2.2          | 7.7  | 5.5   | 0.0   | 1.1    | 0.0       | 7.3    |

## Geschiedenis

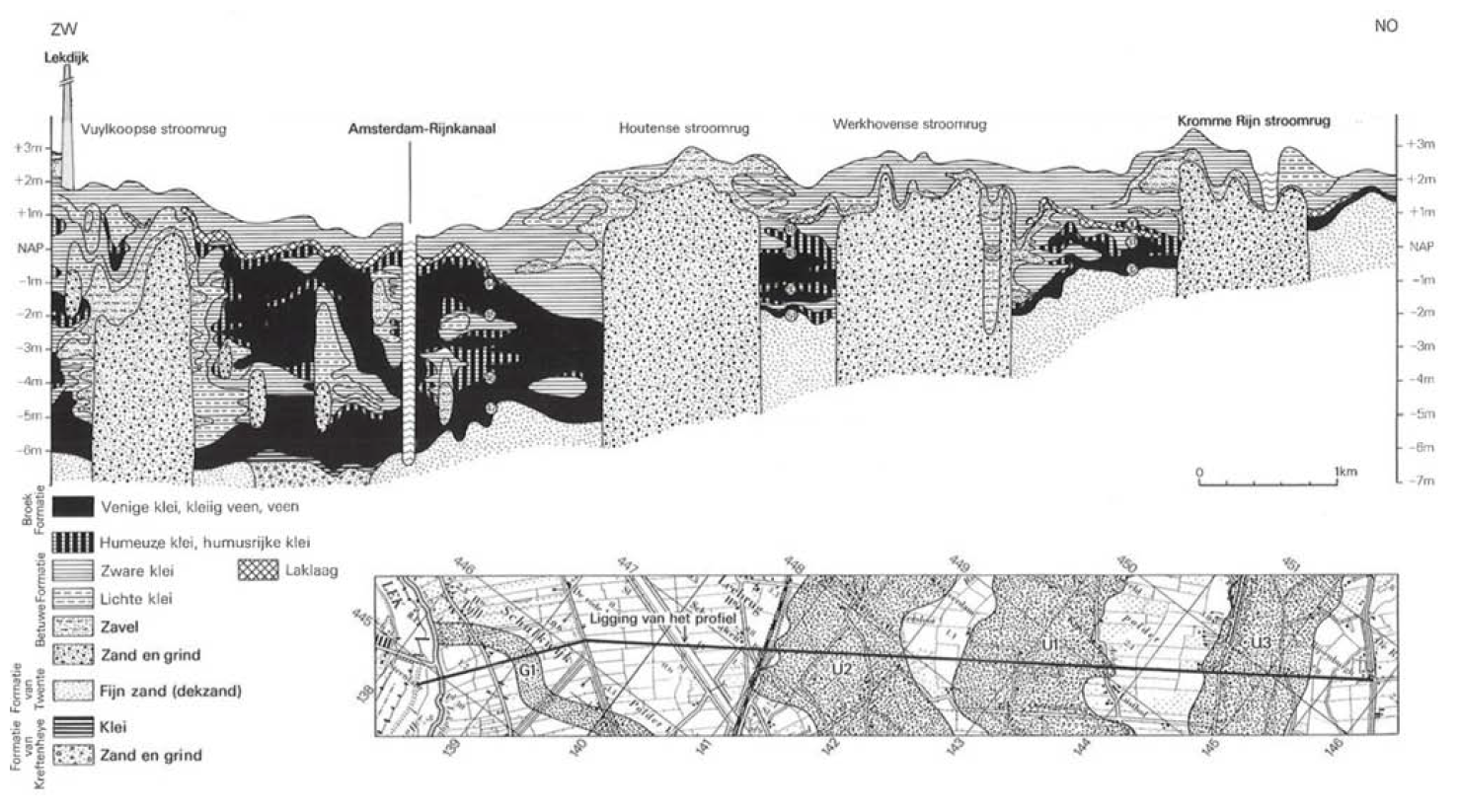
Stroomruggen Kromme Rijnstreek

De vorming van het Kromme Rijngebied vindt plaats in het Holoceen, het geologische tijdvak van 11,700 jaar geleden tot nu. Gedurende zo'n 4500 jaar vormde de (Kromme) Rijn een van de belangrijkste Rijnarmen van Nederland. Door overstromingen van de rivier ontstond een patroon van zandige oeverwallen (stroomruggen) direct langs de rivier en slibrijke kommen in het achterliggende gebied. De Werkhovense stroomrug zou, zo'n vijf- tot zesduizend jaar geleden, als eerste zijn ontstaan. De rivier verlegde zich vervolgens naar het zuidwesten, waar zo'n 3700 jaar geleden de Houtense stroomrug ontstond. De rivier verlegde zich vervolgens naar het noordoosten waar tweeduizend jaar later de (Kromme) Rijn stroomrug ontstond. Deze stroomrug bevat de huidige Kromme Rijn.

### Pre-historie
Gedurende de bronstijd vestigden de eerste mensen zich in het Kromme Rijngebied op de Houtense- en Werkhovense stroomrug. De overstromingsfrequentie van de (Kromme) Rijn was toen waarschijnlijk voldoende afgenomen. Men vestigde zich met name op de flanken van de stroomruggen, de komgebieden waren door hun natte karakter niet bewoonbaar. De gronden rond de stroomruggen werden ontgonnen voor agrarisch gebruik, waarbij de natte komgebieden werden gebruikt om het vee in de zomer te laten grazen. 
Met de komst van de Romeinen veranderde het gebied behoorlijk. Voor de bouw van verdedigingswerken was veel hout nodig, waardoor veel bos werd gekapt. Hierdoor ontstond er meer ruimte voor landbouw en veranderde het semi-open parklandschap in korte tijd in een open landschap met weilanden, akkers en slechts enkele bomen. De toename in landbouw en veeteelt zorgde voor een productieoverschot, wat werd verhandeld met de Romeinen. Na het vertrek van de Romeinen wordt het gebied weer zelfvoorzienend en neemt de bevolkingsdichtheid af.

### Middeleeuwen
In de vroege middeleeuwen neemt het aantal nederzettingen vanaf de 6e eeuw in het gebied toe. De dorpen hadden het karakter van een brink- of esdorp met gemeenschappelijke bouwgronden. Nog steeds werden de hogere delen van het gebied gebruikt als akkers en de lager gelegen delen als weiland. De grootste plaats in het gebied was handelsstad Dorestad. Buiten de bewoonde delen lag de wildernis die bestond uit moerassige lage delen en elzenbroekbossen. Vanaf de 10e eeuw doet zich opnieuw ingrijpende veranderingen zich voor. Er worden kades en dijken aangelegd, zodat het overstromingswater niet langer over de lager gelegen delen in het gebied stroomde, en kon de lager gelegen komgronden ontgonnen worden. Een grote rol bij deze ontginning werd gespeeld door de kerk. De bisschop van Utrecht was in het bezit van de meeste grond in het gebied en gaf tiende recht aan verschillende kapittels. De kerk heeft zodoende een sterke invloed gehad op de verkaveling van het gebied. Zo was het de Utrechtse Bisschop Godebald die in 1122 de opdracht gaf de (Kromme) Rijn bij Wijk bij Duurstede af te dammen om het overstromingsrisico te beperken. Na de afdamming vormde de rivier een belangrijke transportroute tussen Utrecht en Wijk bij Duurstede. Na de afdamming van de (Kromme) Rijn was het mogelijk de moerasbossen rondom Langbroek om te zetten naar landbouwgrond. De gronden werden gedraineerd middels de nieuwe gegraven Langbroekerwetering. Kavels van 55 bij 1250 meter (of dubbele daarvan) werden ontgonnen. Heel anders dan de lange kavels in gebieden die al veel eerder waren ontgonnen, zoals op de oudere Houtense- en Werkhovense stroomruggen.

### Reformatie en komst van de Fransen
Ondanks dat in de 16e eeuw de Reformatie zich aandient, blijft de bevolking in het Kromme Rijngebied overwegend katholiek. Wel verdwijnen de kasteelheren langzaam uit het gebied. Zij worden vervangen door rijke stedelingen, die geprofiteerd hebben van de welvaart in de Republiek, die de kastelen gebruiken als buitenhuizen.
In het rampjaar van 1672 trekt het Franse leger plunderend door de omgeving. Slechts weinig boerderijen en buitenhuizen blijven gespaard, boerderij Overdam te Houten vormt een van de uitzonderingen. Na het vertrek van de Fransen komt de omgeving al weer snel tot bloei en staat het bekend om zijn buitenverblijven.
in 1794 keren de Fransen terug in Nederland. Tot augustus 1794 wordt de oorlog voornamelijk gemerkt door de vele troepenbewegingen naar het zuiden en financiële gevolgen. Zo hebben schepen die vrachten voor het leger vervoeren tolvrijdom, waardoor men in Wijk bij Duurstede veel geld misloopt. In oktober 1794 wordt het Hessische hospitaal van kasteel van Buren naar Wijk bij Duurstede. Alhoewel de bestuurders bezwaren hebben blijkt het besluit definitief. Op 6 oktober begint de bevolking van Wijk bij Duurstede dan ook met het leegruimen van verschillende locaties om de Hessische zieken en gewonden in onder te brengen. Tegelijk vind er een andere grote troepenverplaatsing plaats, bestaand uit zeker 2400 man en 2700 paarden. In eerste instantie verblijven zij onder Zeist op de hei, maar als het weer verslechterd kan dat niet langer. Er wordt besloten de enorme hoeveelheid wagens, paarden en hun begeleiders van het Hollandse leger te verdelen over Werkhoven, Bunnik en Vechten, Amelisweerd en Odijk. Ook melden zich in deze periode onaangekondigde eenheden in het gebied, deze eenheden worden noodgedwongen ingekwartierd rond Houten. Omdat de troepen zo afgelegen waren ingekwartierd was het bevoorraden moeilijk. Dit zorgde voor veel diefstal en plunderingen in het gebied, waardoor de problemen met de burgerbevolking toenemen. Daarnaast worden regelmatig grote aantallen paarden en wagens gevorderd om het leger te vervoeren. Januari 1795 vormt de Kromme Rijnstreek de frontlinie van de oorlog, waardoor er nog meer eenheden in het gebied verblijven. Er ontstaan grote tekorten aan voedsel en brandstof, met als gevolg dat men alles wat brand  wordt opgestookt. Uiteindelijk trekt het leger in de nacht van 15 januari zich terug naar Amersfoort waarna de provincie capituleert voor de Fransen. Het lijden is daarmee voor de bewoners nog niet voorbij. Ook de Fransen kwartieren hun manschappen in in de regio en vorderen grote hoeveelheden voedsel om hun troepen te bevoorraden.
Na het vertrek van de Fransen in de 19e eeuw wordt er begonnen met het bouwen van verdedigingswerken die de streek zullen kenmerken, zoals de Nieuwe Hollandse Waterlinie. Belangrijke verdedigingswerken zoals Fort Honswijk en Fort bij Vechten liggen in het gebied. 

### Eerste en Tweede Wereldoorlog
De Eerste Wereldoorlog lijkt, dankzij Nederlands neutraliteit, grotendeels aan het gebied voorbij te gaan. Na de Eerste Wereldoorlog biedt Doorn onderdak aan de voormalig Duitse keizer Wilhelm II. 
Tijdens de Tweede Wereldoorlog ligt het gebied in de luwte van de frontlinies. Wel wordt een gedeelte van het gebied in mei 1940 geëvacueerd vanwege de inundaties. De streek ervaart, zeker aan het einde van de oorlog, regelmatig bombardementen. Het doelwit is de spoorlijn die door de Duitse bezetter wordt gebruikt als aanvoerlijn naar het front in de Betuwe. Als in november 1944 de Duitse generaal Hans-Wolfgang zich in Houten vestigt is het dorp zelf doelwit van bombardementen met enkele burger doden als gevolg. Verder worden er gedurende de gehele oorlog evacuees en onderduikers in het gebied.

### Recente ontwikkelingen
Na de Tweede Wereldoorlog wordt er in het gebied veel gebouwd. Houten wordt aangewezen als een van de Vinexlocaties en groeit hard. Daarnaast krijgt het gebied te maken met annexatie door de groeiende stad Utrecht. 

## Economie

### Landbouw
Van oudsher is de landbouw de economische drager in de streek, ruim 2/3 van het gebied is in gebruik voor agrarische doeleinde. Waar er vroeger ook akkerbouw voor kwam is het agrarische grondgebruik nu overwegen melkveehouderij en fruitteelt. Door de centrale ligging, in een economisch sterke regio, trekt het gebied tegenwoordig ook veel bedrijven uit andere sectoren aan. Na de graancrisis aan het eind van de 19e eeuw schakelden veel boeren over op fruitteelt. Vooral de stroomruggen bleken ideaal hiervoor. 

### Toerisme
Het gebied heeft kwaliteiten die in recreatief opzicht zeer aantrekkelijk zijn: verschillende landschapstypen, een rijke cultuurhistorie en natuurwaarden binnen een relatief kleine regio. Naast fietsen, wandelen en paardrijden biedt het gebied de mogelijkheid om te golfen (twee terreinen), te kanoën, tuinen te bezoeken en zijn er dagrecreatieterreinen, boerderijwinkels en vergaderfaciliteiten. Om toerisme te bevorderen heeft de streek in de afgelopen jaren ingezet op Toeristisch Overstappunt (TOP). Dit zijn goed bereikbaar startpunten vanwaar verschillende fiets en wandelroutes starten. Er is voldoende parkeergelegenheid en vaak ook horeca aanwezig. Met name in de bloesemtijd is de omgeving erg in trek bij fietsers. 

#### Wandelen
Het gebied kent verschillende afwisselende wandelroutes. Het gebied kent een eigen wandelroutenetwerk. Dit netwerk verbind  ruim 500km aan wandelmogelijkheden.
- Kromme Rijnpad: 29 km van Utrecht naar Wijk bij Duurstede (of vice versa) langs de Kromme Rijn. Met de route kom je langs de werfkelders in de stad, natuurvriendelijke oevers, verdedigingswerken en kastelen. De route is opgedeeld in vier etappes. Een gids over de route kan gratis afgehaald worden bij de lokale VVVs
- Gerrit Achterbergpad: 11 km in het buitengebied vanWijk bij Duurstede naar Doorn (of vice versa).
- Aderwinkelpad[dode link]: 11 km in het buitengebied van Werkhoven en Driebergen.
- Lint- en Liniepad: 10 km in het buitengebied van Schalkwijk. Komt langs verschillende forten van de Nieuwe Hollandse Waterlinie. De route geeft een indruk van de vele open, waterrijke landschappen. Met name in het voorjaar, als de koolzaad in bloei staat, is het een erg indrukkende route.
- Vuylcoppad: 8.5 km in het buitengebied van Schalkwijk. Komt langs bijzondere plekken in de omgeving zoals een verdronken bos.
- Stoetwegenpad: 11 km in het buitengebied van Driebergen, Zeist en Bunnik.

## Cultuur
Dankzij de lange bewoningsgeschiedenis heeft de Kromme Rijnstreek een belangrijke cultuurhistorische waarde. Er worden velen archeologische vondsten gedaan, daterend uit het laat-neolithicum (2850–2000 v.C.), de bronstijd (2000–800 v.C.) en voornamelijk uit de ijzertijd (800–12 v.C.). Verder bevinden zich in het gebied vele prachtige landgoederen, buitenhuizen en kastelen. Daarnaast kent het gebied een afwisselend landschap. Terwijl het cultuurlandschap langs de Kromme Rijn tussen Utrecht en Bunnik grotendeels wordt ingenomen door bosrijke buitens, overheerst er tussen Bunnik en Werkhoven agrarisch grondgebruik.
- Werk aan de Groeneweg
- Fort Honswijk
- Fort Vechten
- Huis Doorn
- Museum Oud Amelisweerd
- Kasteel Duurstede